# Kabinett İnönü VII
Das Kabinett İnönü VII war die achte Regierung der Türkei, die vom 1. März 1935 bis zum 1. November 1937 von İsmet İnönü geführt wurde.
Bei der Parlamentswahl zur türkischen Nationalversammlung am 8. Februar 1935 war nur Mustafa Kemal Atatürks Partei Cumhuriyet Halk Fırkası (ab Mai 1935 Cumhuriyet Halk Partisi) zugelassen. Erstmals nach der Verfassungsreform 1934 erhielten Frauen das aktive und passive Wahlrecht. Mit der Regierungsbildung wurde der bisherige Ministerpräsident İsmet İnönü beauftragt. Kurz nach der Wahl wurde Staatspräsident Mustafa Kemal Atatürk von der Nationalversammlung zum vierten Mal in seinem Amt bestätigt. 
Mitte der 1930er-Jahre war es zu ersten Unstimmigkeiten zwischen Staatspräsident Atatürk und Ministerpräsident İnönü gekommen. Während sich Atatürk verstärkt aus dem Tagesgeschäft zurückzog und sich um die kulturellen Umwälzungen im Land kümmerte, übernahm İnönü immer mehr Kontrolle über die Regierungsgeschäfte und auch die Parteiangelegenheiten der CHP. Nur wenn Atatürk Entscheidungen der Regierung nicht gefielen, handelte er sofort und dann auch über seinen Ministerpräsidenten hinweg. Das missfiel İnönü sehr. Im September 1937 kam es zum Bruch. İnönü hatte sich gegen die Privatisierungsmaßnahmen des Wirtschaftsministers Celâl Bayar gestemmt und auf mehr Staatswirtschaft gesetzt. Atatürk, der sich ein liberaleres Wirtschaftssystem wünschte, war unzufrieden. Zum Eklat kam es, als Atatürk dem türkischen Außenminister bei der Konferenz von Nyon direkte Weisungen gab, die denen von İnönü direkt entgegenstanden. İnönü beschwerte sich daraufhin und wurde von Atatürk zum Urlaub aus „gesundheitlichen Gründen“ gedrängt. Wenige Tage später übernahm Wirtschaftsminister Bayar das Amt des Ministerpräsidenten erst kommissarisch, am 25. Oktober 1937 dann endgültig und bildete bis zum 1. November ein neues Kabinett.

## Regierung
| Titel                             | Name                              | Partei | Amtszeit                                                      |
| --------------------------------- | --------------------------------- | ------ | ------------------------------------------------------------- |
| Ministerpräsident                 | İsmet İnönü                       | CHP    |                                                               |
| Justizminister                    | Şükrü Saracoğlu                   | CHP    |                                                               |
| Verteidigungsminister             | Kazım Özalp                       | CHP    |                                                               |
| Innenminister                     | Şükrü Kaya                        | CHP    |                                                               |
| Finanzminister                    | Fuat Ağralı                       | CHP    |                                                               |
| Bildungsminister                  | Zeynel Abidin Özmen Saffet Arıkan | CHP    | 1. März 1935 – 16. Juni 1935 16. Juni 1935 – 1. November 1937 |
| Minister für öffentliche Arbeiten | Ali Çetinkaya                     | CHP    |                                                               |
| Landwirtschaftsminister           | Muhlis Erkmen Şakir Kesebir       | CHP    | 1. März 1935 – 11. Juni 1937 11. Juni 1937 – 1. November 1937 |
| Minister für Zölle und Monopole   | Ali Rana Tarhan                   | CHP    |                                                               |
| Wirtschaftsminister               | Celâl Bayar                       | CHP    |                                                               |